# Pizza Hut
Pizza Hut è una catena di ristorazione statunitense con sede a Dallas, in Texas, nel quartiere settentrionale di Addison, fondata nel 1958 dai fratelli Dan e Frank Carney. I locali della catena hanno il caratteristico aspetto di una capanna (hut, dall'inglese) con tetto rosso, riportato anche nel logo aziendale.

## Storia
Pizza Hut è stata fondata il 15 giugno 1958 dai fratelli Dan e Frank Carney nella loro città di residenza di Wichita, in Kansas, dopo che un amico aveva suggerito loro di avviare una catena commerciale di distribuzione di pizza. Presero in prestito $600 dalla madre per avviare l'attività imprenditoriale con il partner John Bender. Dopo avere preso in affitto un piccolo edificio presso 503 South Bluff e avere comprato l'attrezzatura di seconda mano per preparare pizze, i due fratelli aprirono il primo ristorante Pizza Hut; nella notte di apertura distribuirono pizza gratis per suscitare l'interesse dei cittadini.
Il 1º luglio 2020, l'azienda NPC International, una della più grandi società affiliate a Pizza Hut con circa 1 200 locali (su 13 000 di tutta la catena) e 40 000 dipendenti, ha richiesto l'amministrazione controllata secondo il Chapter 11 della normativa fallimentare statunitense, onde tentare di risollevare il suo business ed evitare la bancarotta.

## Diffusione
Ci sono più di 13 000 ristoranti Pizza Hut in oltre 110 Paesi nel mondo, è stata la prima catena in franchising ad aprire in Iraq, sebbene per il momento solo nelle basi americane. In Europa i ristoranti Pizza Hut si trovano in diversi Paesi, Italia e Svizzera escluse. I diritti di franchising di Pizza Hut, ottenuti grazie all'acquisizione di HMSHost, sono posseduti da Autogrill.

## Influenze nella cultura
- La catena viene citata nel doppiaggio italiano del film Demolition Man con Sylvester Stallone.
- Nel film The Net - Intrappolata nella rete, Sandra Bullock ordina la cena dal sito Pizza Hut.
- Pizza Hut viene citata in Code Geass: Lelouch of the Rebellion.
- Un punto ristoro della catena è visibile nel film Frantic di Roman Polański.
- Nella versione originale di Balle spaziali il personaggio di Pizza Margherita (parodia del personaggio antagonista della saga di Guerre stellari Jabba the Hutt) si chiama Pizza the Hut.
- Nel 1995 il futuro presidente degli Stati Uniti Donald Trump fu protagonista di uno spot per la Pizza Hut insieme all'ex moglie Ivana; anche Michail Gorbaciov nel 1998 ha girato uno spot, non trasmesso però in Russia.
- Nel videogioco Crazy Taxi (nella versione per originale per Dreamcast e nel suo porting per PC Windows) appare la catena di ristoranti Pizza Hut (oltre a KFC), come uno dei punti di destinazione del cliente.
- Il suo logo appare varie volte nel videogioco per NES Teenage Mutant Ninja Turtles II - The Arcade Game.

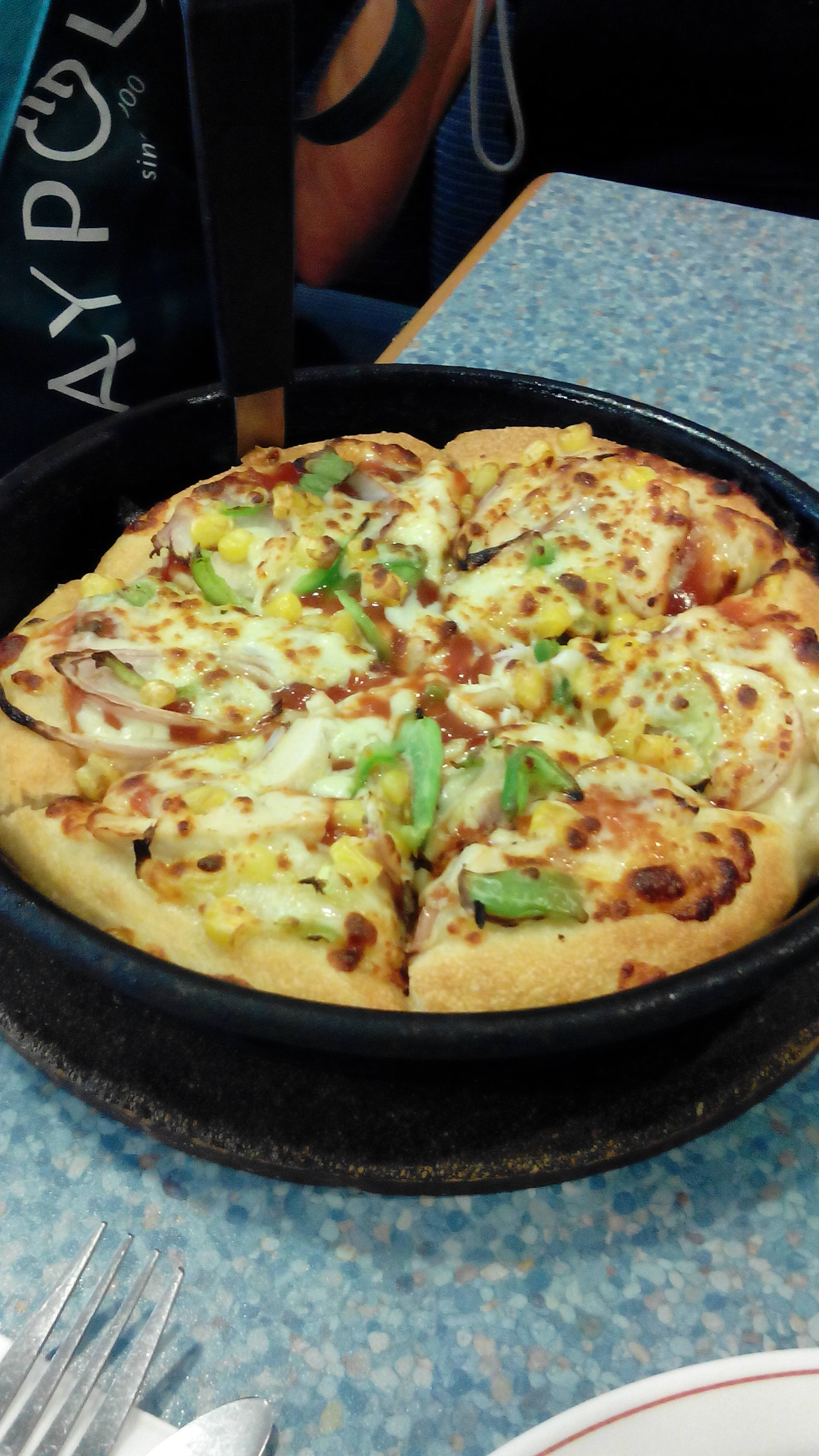
Pizza BBQ Chicken da Pizza Hut